# Zoetwatermossel
Zoetwatermosselen zijn tweekleppigen die in zoetwater voorkomen.

## Unionidae
De in België en Nederland inheemse grote mosselen behoren tot de familie Unionidae (Najaden). Deze familie had er zeven vertegenwoordigers, waarvan er uit de Nederlandse wateren twee zijn verdwenen gedurende de 19e en in de 20e eeuw (†):
- Schildersmossel (Unio pictorum)
- Bolle stroommossel (Unio tumidus)
- Vijvermossel (Anodonta anatina)
- Zwanenmossel (Anodonta cygnea)
- Platte zwanenmossel (Pseudanodonta complanata)
- †Rivierparelmossel (Pseudunio auricularia)
- †Bataafse stroommossel (Unio crassus)

In België komt tevens voor:
- Beekparelmossel (Margaritifera margaritifera)

## Exoten
Naast inheemse zoetwatermosselen komen in de Lage Landen diverse exoten voor. Veel voorkomende exoten zijn:
- Driehoeksmossel (Dreissena polymorpha)
- Aziatische korfmossel (Corbicula fluminea)
- Toegeknepen korfmossel (Corbicula fluminalis)
- Brakwatermossel (Mytilopsis leucophaeata)